# Servicio Nacional de Bomberos

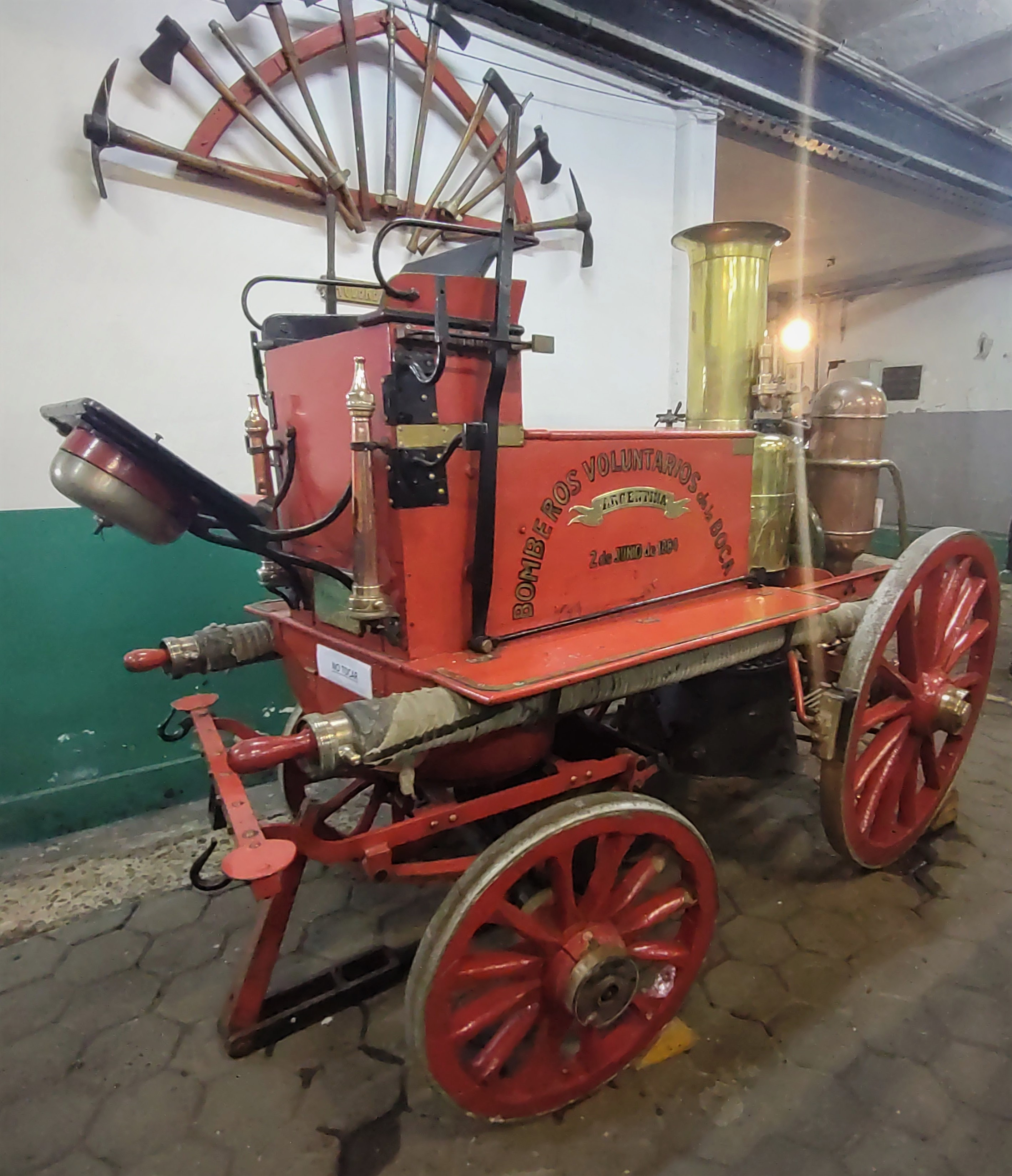
Histórica autobomba, de tracción a sangre, en el cuartel de bomberos de La Boca

El Servicio Nacional de Bomberos de la República Argentina es una fuerza de seguridad federal de Bomberos ad honorem que opera en todo el territorio nacional de la República Argentina. Cabe destacar que el SNB es una fuerza no remunerada, es decir, sus integrantes son totalmente voluntarios. El Servicio Nacional de Bomberos (SNB) Se caracteriza por ser la 5.ª fuerza de seguridad federal del país portando como función secundaria la autoridad policial.
Su inicio se remonta a cuando un inmigrante italiano, Tomas Liberti, del barrio porteño de La Boca, creó el 2 de junio de 1884 el primer cuerpo de bomberos voluntarios del país. La sede fue constituida en la calle Brandsen al 567, bajo el lema "querer es poder". La fecha citada ha sido elegida como el Día del bombero voluntario en el país.
Existen aproximadamente 1100 Cuerpos de Bomberos en todo el territorio Nacional, el sistema cuenta con más de 65 000 efectivos y se divide en 26 federaciones, las cuales a su vez se subdividen en Centrales y Destacamentos territoriales.

## Historia
Todo comenzó cuando se produjo un incendio en el barrio de La Boca, ahí apareció el joven Tomas Liberti, quien juntó a un grupo de personas improvisadamente llenaban y tiraban baldes de agua -llenados en el río- al edificio en llamas. Luego del victorioso episodio, la familia Liberti convocó a un grupo de vecinos para comunicar la necesidad de crear un cuerpo de bomberos en el barrio de la Boca, ya que la mayoría de las casas estaban construidas de zinc y madera. A partir de ese momento se fueron creando varias sociedades de bomberos a lo largo del país en ciudades como Ensenada, San Fernando, Avellaneda, más posteriormente en Ingeniero White, Lomas de Zamora y Tigre, compuestas por civiles.
El primer incendio que enfrentaron como cuerpo de bomberos fue en una fábrica de velas en Barracas sur, el 14 de noviembre de 1884. La capital le cedió al cuerpo dos bombas a vapor, fueron bautizadas como José Fernández (diputado nacional) y Argentina.
Se creó el 1 de febrero de 1954 la Federación Argentina de Bomberos, para nuclear las organizaciones existentes, fue reconocida oficialmente por medio de la ley 14.467 en el año 1958.
El primer Congreso de Bomberos se realizó en Lanús el 25 de septiembre de 1954. El segundo Congreso se llevó a cabo en junio de 1960, mientras que el 31 de mayo y los primeros dos días de junio de 1974 se concretó el Tercer Congreso con la participación de doscientas dieciséis Cuerpos de Bomberos.

## Hechos notables
Tragedia de los Bomberitos

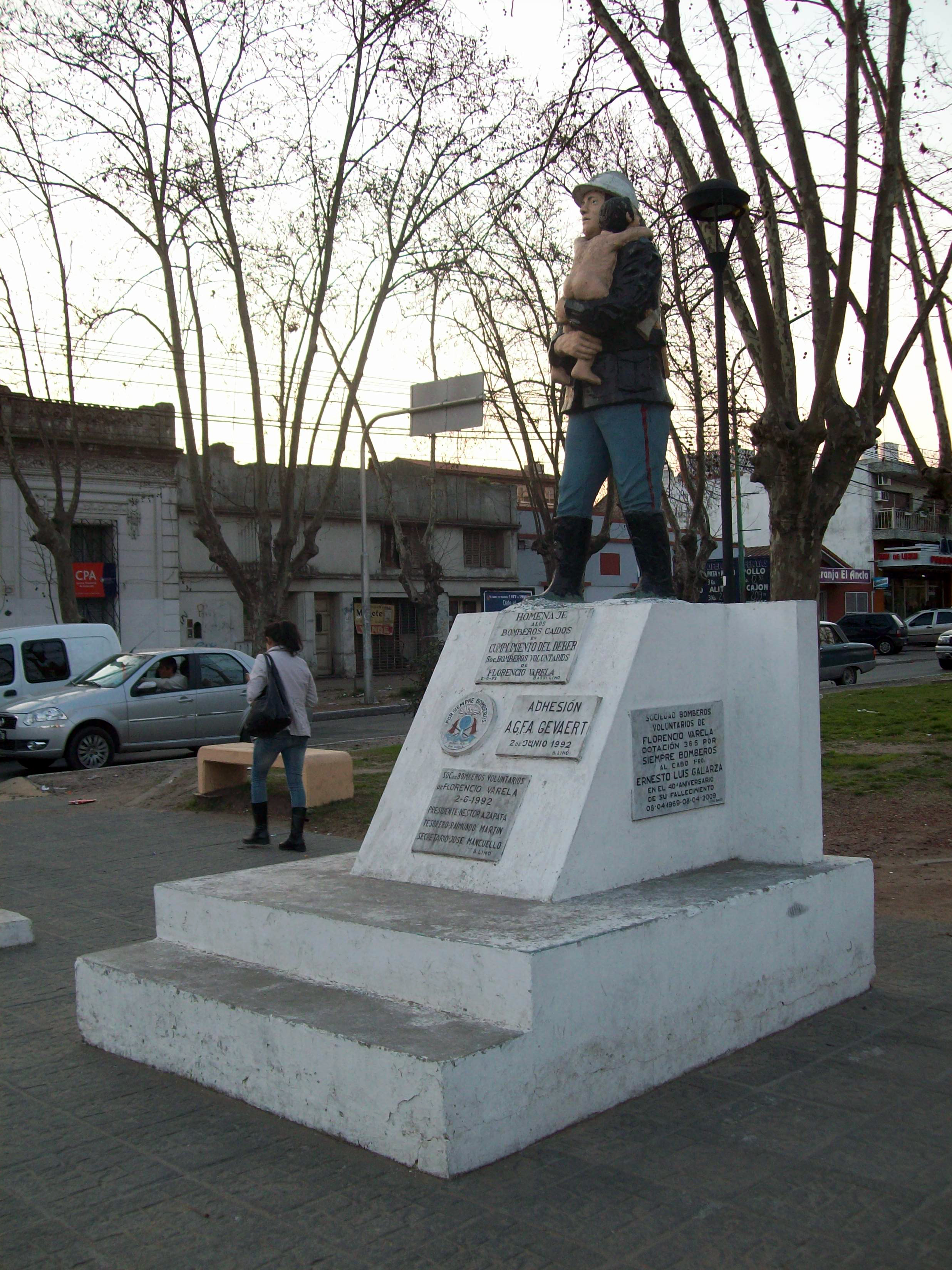
Monumento a los Bomberos de Florencio Varela en cumplimiento del deber.

El 21 de enero de 1994 sucedió la llamada "tragedia de los bomberitos" en Puerto Madryn, Chubut, cuando una dotación de 25 jóvenes bomberos -dotación que tenía entre 11 y 23 años: - intentaban controlar un incendio en un campo, un viento avivó el fuego, armando un círculo de llamas que atrapó a los jóvenes bomberos. Al día siguiente, cuando el fuego se calmó, vieron los cuerpos de los 25 jóvenes muertos. El cortejo fúnebre fue acompañado por 10 000 personas.
Bombero Argentino en el 11-S
Cuando se desencadenaban los atentados del 11 de septiembre del 2001, un bombero argentino Sergio Villanueva (cuyo turno había terminado), se sumó al cuerpo de bomberos para ayudar en la catástrofe. Su destino fue fatal, él junto con sus compañeros fallecieron cuando la torre se desplomó.
Tragedia de Barracas
El 5 de febrero de 2014 se produjo un incendió en un depósito de archivos de la empresa Iron Mountain, ubicado en el barrio de Barracas de la Ciudad Autónoma de Buenos Aires. El incendio provocó el colapso de algunas paredes del recinto, el derrumbe causó la muerte de diez bomberos que se encontraban en el lugar. Entre los bomberos estaban Damián Veliz, Eduardo Conesa, Maximiliano Martínez, Anahí Garnica (quien fue la primera mujer bombero, de la Policía Federal Argentina) y Juan Matías Monticelli, del Cuartel I de Bomberos de la Policía Federal; Leonardo Arturo Day, jefe de Departamento Zona I de la Superintendencia Federal Bomberos de la Policía Federal; Julián Sebastián Campos, Bomberos Voluntarios Metropolitanos de Vuelta de Rocha, José Luis Méndez, del cuartel de Villa Domínico, y Pedro Baricola, de la Dirección General de Defensa Civil de la Ciudad de Buenos Aires. El gobierno decreto dos días de duelo nacional.
Tragedia de Villa Crespo
El 2 de junio de 2020, mientras se celebraba el Día Nacional del Bombero Voluntario, ingresa una alerta sobre un incendio en la perfumería Pigmento que se encontraba en la planta baja de un edificio de 14 pisos, ubicado sobre Avenida Corrientes en el barrio porteño de Villa Crespo. Al arribar, los bomberos decidieron ingresar para intentar sofocar el foco del incendio, una vez en el interior se produce una explosión en la cual quedan atrapados, y posteriormente fallecen, los bomberos Ariel Gastón Vázquez, quien se desempeñaba como jefe operativo en el Cuerpo de Bomberos, director de la Compañía de Planeamiento Desarrollo, RRHH de Bomberos de la Ciudad, y el subcomisario de la Estación VI de Villa Crespo Maximiliano Firma Paz, el resto del personal que se encontraba en el interior del local logra salir. A los minutos, mientras se decidía reingresar, se produce una segunda explosión. El lamentable saldo fue de dos bomberos caídos en cumplimiento del deber y 14 bomberos heridos, 6 de gravedad. El presidente del Consejo de Federaciones de Bomberos Voluntarios de la República Argentina Carlos Alfonso dispuso el Luto por el término de tres días del Sistema Nacional de Bomberos Voluntarios estableciendo que, durante ese período, la Bandera permanezca izada a media asta en todos los cuarteles y destacamentos del país.⁷
| División/Destacamento                 | Barrio           |
| ------------------------------------- | ---------------- |
| División Cuartel I "José María Calaza | San Nicolás      |
| Destacamento "San Telmo"              | San Telmo        |
| División Cuartel IV "Recoleta"        | Recoleta         |
| Destacamento "Once"                   | Balvanera        |
| División Cuartel II "Patricios"       | Parque Patricios |
| Destacamento "Nueva Pompeya"          | Nueva Pompeya    |
| División Cuartel III "Barracas"       | Barracas         |
| Destacamento "Boca"                   | La Boca          |
| División Cuartel VIII "Flores"        | Flores           |
| División Cuartel X "Lugano"           | Villa Lugano     |
| División Cuartel VIII "Nueva Chicago" | Mataderos        |
| División Cuartel IX "Versalles"       | Versalles        |
| Destacamento "Villa Devoto"           | Villa Devoto     |
| Destacamento "Villa Urquiza"          | Villa Urquiza    |
| División Cuartel V "Belgrano"         | Belgrano         |
| Destacamento "Palermo"                | Palermo          |
| División Cuartel VI "Villa Crespo"    | Villa Crespo     |